# アリスブルー
アリスブルー（Alice blue）とは、ごく淡い灰色がかった水色。
セオドア・ルーズベルトの娘、アリス・ルーズベルト・ロングワースが好んだことから命名された。

## アリスブルー名づけの経緯
1901年にセオドア・ルーズベルトが大統領に就任すると、当時17歳だった美貌の愛娘アリスに世間の目は集中した。
アリスはファッショナブルで美しいだけでなく、快活で頭の回転が速く、女性解放運動を始め政治に対しても並々ならぬ関心を示した行動的な女性であった。
彼女の残した逸話としては、当時、女性がたばこを吸うことをタブー視する風潮に反発し、堂々と喫煙することで国内に賛否両論を巻き起こしたこと。
政治家に対する痛烈な批判で世に知られ、夫の死後もワシントンで政策の御意見番として知られ「もう一つのワシントン記念碑」「ミセスL」の愛称で晩年まで米国民に親しまれたこと。
「私にはシンプルな人生哲学があります。空なら満たし、埋まっていたら空にする。そして痒い所を掻く。」との名言を残したことなどが有名。
非常に米国民に注目され愛された彼女の服の色は注目を浴び、ミュージカル『アイリーン（Irene）』ではアリスに了承を得て、ヒロインが少女時代のお気に入りだったアリスブルーのドレスを歌った「ALICE BLUE GOWN」というワルツがうたわれ、大流行した。
歌の中でアリスブルーは「daintiest 」優美な色として扱われている。

## 不思議の国のアリス
アリスブルーの語源はより有名な水色の服の「アリス」。すなわちルイス・キャロルの作品に登場する少女と混同されることもある。
しかし、キャロルの監修の下、挿絵画家のテニエル本人が彩色した『子供部屋のアリス』ではアリスは黄色いワンピースを身につけている。
キャロルの死後、ハリー・シーカーがテニエルの挿絵に彩色した「アリス」の彩色本では、アリスは確かに淡い青系の衣装を着ているが、アリスブルーとは似ても似つかない淡い青紫のワンピースである。

## 近似色
- ベビーブルー（英語版）
- ホリゾンブルー（英語版）